# PdfTeX
 (septembre 2020).
Si vous disposez d'ouvrages ou d'articles de référence ou si vous connaissez des sites web de qualité traitant du thème abordé ici, merci de compléter l'article en donnant les références utiles à sa vérifiabilité et en les liant à la section « Notes et références ».
Le logiciel pdfTeX est une extension du programme TeX que Donald Knuth a créé au début des années 1980. Il permet de créer des documents au format PDF à partir de fichiers source en LaTeX ou ConTeXt.
Les caractéristiques principales de pdfTeX sont la protrusion de caractères, qui généralise la gestion de ponctuation, et l’extension de police, qui implémente des idées de Hermann Zapf pour améliorer la qualité du gris des pages composées. Elles sont discutées dans la thèse de doctorat de Hàn Thế Thành.
pdfTeX est disponible dans toutes les distributions TeX courantes (comme TeX Live, MacTeX et MiKTeX) en tant que moteur de composition typographique par défaut.
pdfTeX est progressivement remplacé par les nouvelles implémentations LuaTeX et XeTeX, qui reprennent tous ses acquis.

## Caractéristiques
Amélioration apportées par pdfTeX au programme original TeX :
- inclusion des polices aux formats TrueType et Type 1,
- microtypographie, comme la variation de largeur des caractères (extension de police) et la protrusion dans les marges,
- utilisation directe des possibilités offertes par le format PDF, comme les hyperliens.